# Geophilus caucasicus
Geophilus caucasicus är en mångfotingart som beskrevs av Seliwanoff 1884. Geophilus caucasicus ingår i släktet Geophilus och familjen storjordkrypare. Inga underarter finns listade i Catalogue of Life.